# Dominikanerkirche Colmar

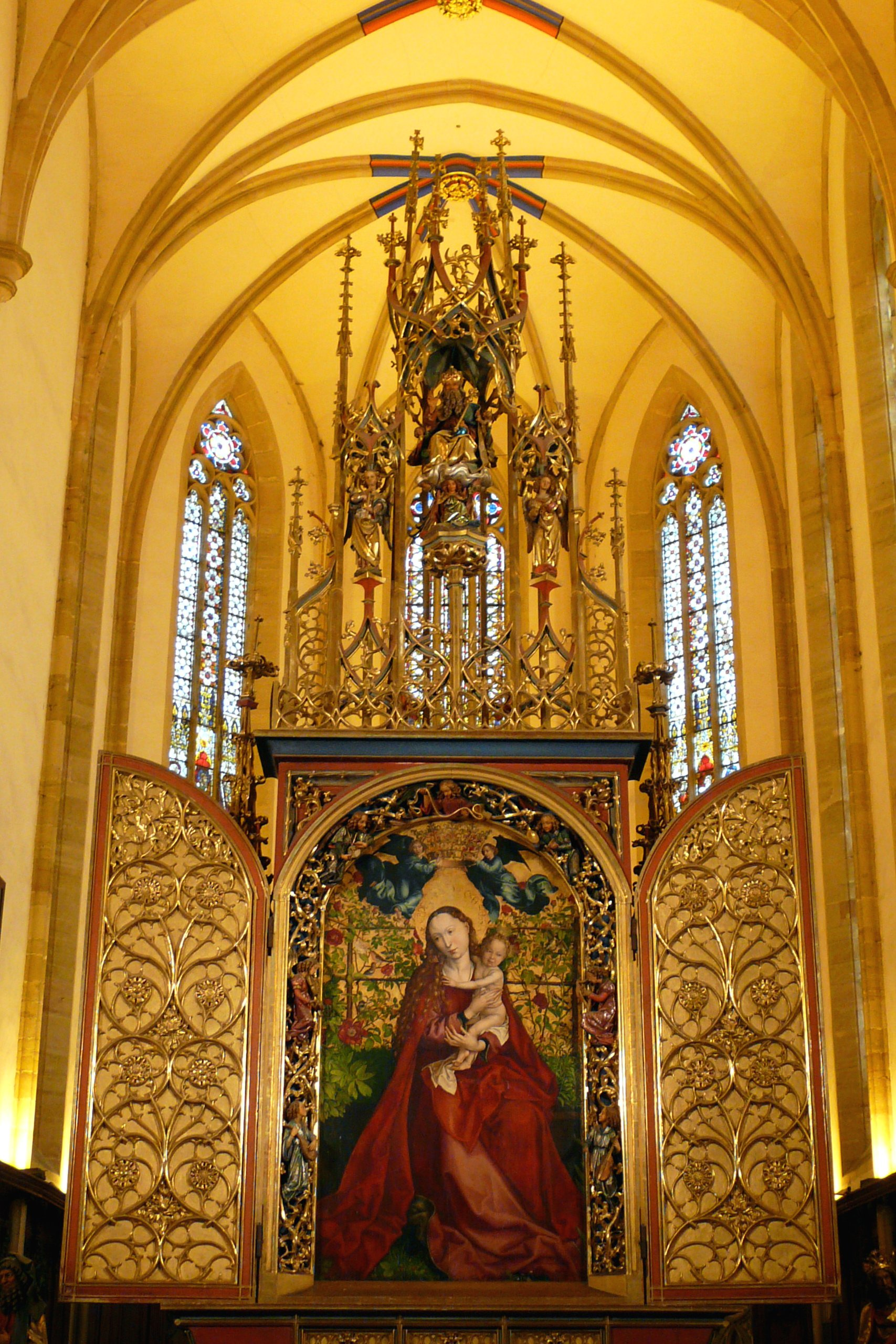
Martin Schongauer: Die Madonna im Rosenhag (1473) im Chor der Kirche

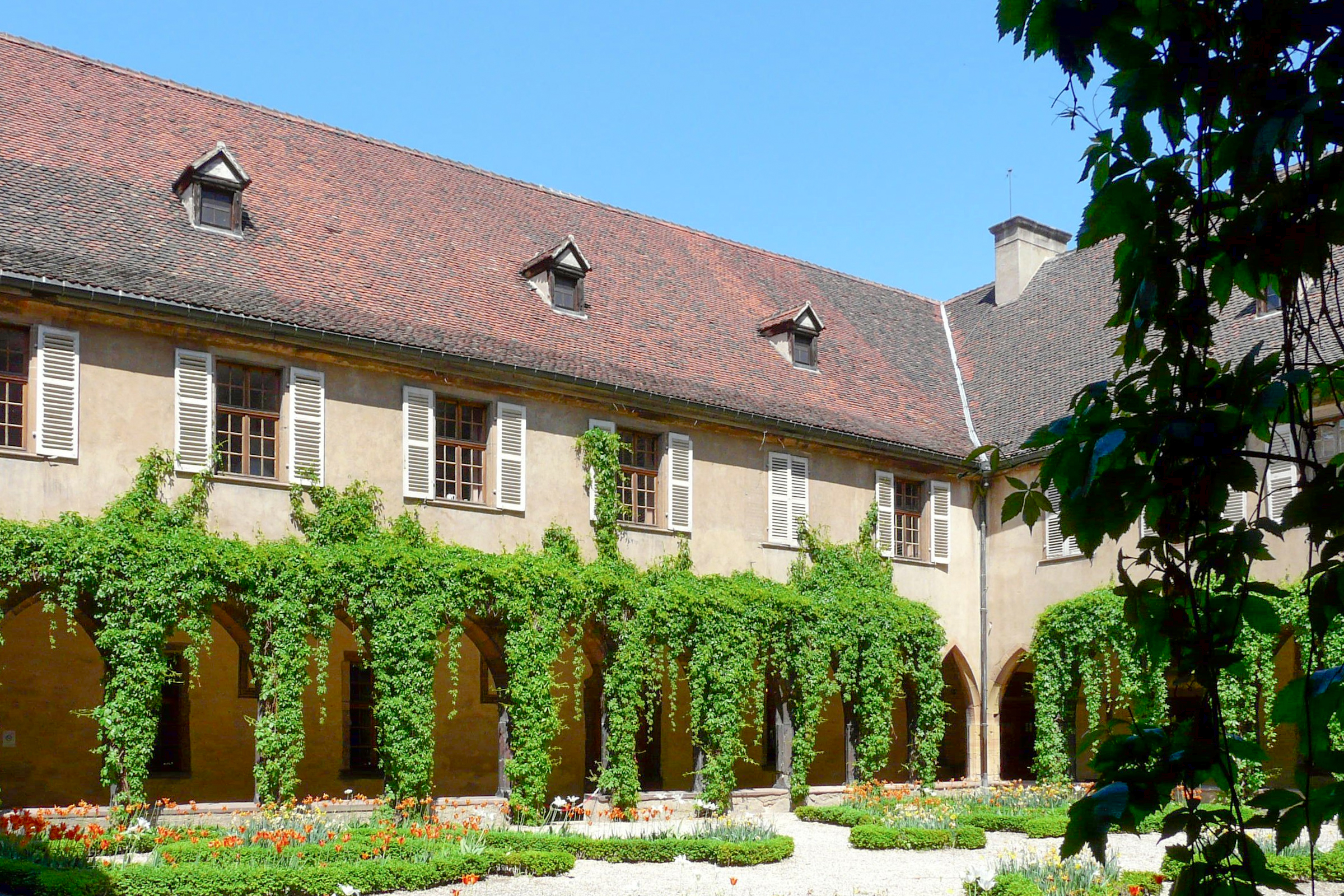
Der Kreuzgang des angrenzenden ehemaligen Dominikanerstifts (heute Stadtbibliothek)

Die Dominikanerkirche (Église des Dominicains) ist nach dem Martinsmünster die zweitgrößte und architektonisch zweitbedeutendste Kirche der Stadt Colmar im Elsass. Die ehemalige Stiftskirche eines aufgelösten Dominikanerklosters ist heute weitberühmt als Aufstellungsort der „Madonna im Rosenhag“ von Martin Schongauer, einem unbestrittenen Hauptwerk deutscher Malerei, birgt aber auch andere Kunstschätze von Rang.
Die gotische Kirche des 1277 gegründeten Klosters wurde 1289 bis 1346 erbaut. Das 35 Meter lange Kirchenschiff mit Flachdecke wird durch hohe und schlanke Säulen dreigeteilt. Die jetzige Raumhöhe (circa 28 Meter) entspricht der aktuellen Bodenebene, die im Vergleich zur ursprünglichen etwa 80 Zentimeter höher liegt. Der Chor im gotischen Stil mit Kreuzrippengewölbe ist 30 Meter lang und deutlich schmaler sowie etwas weniger hoch als das Kirchenschiff.
Die „Madonna im Rosenhag“ befindet sich am Eingang zum Chor, wo sie 1973 aufgestellt wurde, nachdem sie aus ihrem vorherigen Aufstellungsort, dem Martinsmünster, 1972 gestohlen worden war. Bedeutende Ausstattungsstücke sind ferner die zehn Chorfenster mit Heiligenlegenden aus dem 14. Jahrhundert, die als bedeutendste Sammlung von mittelalterlichen Bleiglasfenstern in Colmar gelten, sowie Teile des Chorgestühls und die Choraltäre im Rokokostil von Gabriel Ignaz Ritter (1732–1813), die nach 1790 aus dem Stift Marbach hierher überführt wurden.
Ein anderer Teil stammt aus dem ehemaligen, oberelsässischen Kloster Alspach bei Kaysersberg. Ende des 19. Jahrhunderts wurde die Kirche restauriert, dabei erhielt sie ein Portal im neugotischen Stil von Théophile Klem. Aus Klems Werkstatt stammt ebenfalls der überaus reich verzierte Rahmen von Schongauers Gemälde, die Heiligendarstellungen auf den Seitenflügeln sind Werke Martin von Feuersteins.
Die ehemals von Andreas Silbermann eingerichtete, prachtvolle Orgel von 1726 befindet sich heutzutage in der Pfarrkirche von Niedermorschwihr.